# Жадани (Полтавський район)
Жадани́ —  село в Україні, у Диканській селищній громаді Полтавського району Полтавської області. Населення становить 138 осіб. До 2020 орган місцевого самоврядування — Петро-Давидівська сільська рада.

## Географія
Село Жадани знаходиться на одному з витоків річки Середня Говтва, нижче за течією примикає село Горбатівка. По селу протікає пересихаючий струмок з загатою.

## Історія
12 червня 2020 року, відповідно до розпорядження Кабінету Міністрів України № 721-р «Про визначення адміністративних центрів та затвердження територій територіальних громад Полтавської області», село увійшло до складу Диканської селищної громади.
19 липня 2020 року, в результаті адміністративно - територіальної реформи та ліквідації Диканського району, село увійшло до складу новоутвореного Полтавського району.